# Disaster Transport
Disaster Transport in Cedar Point (Sandusky, Ohio, USA) war eine Stahlachterbahn vom Modell Swiss Bob des Herstellers Intamin, die am 11. Mai 1985 als Avalanche Run eröffnet wurde. Am 29. Juli 2012 wurde die Anlage geschlossen und mit dem Abriss begonnen, um Platz für die Achterbahn GateKeeper zu machen, die im Mai 2013 eröffnet wurde.
Von 1985 bis 1989 fuhr sie als Avalanche Run im Freien. Zwischen den Saisons 1989 und 1990 wurde um sie herum ein Gebäude gebaut, sodass sie – in Disaster Transport umbenannt – fortan im Dunklen fuhr. Dazu wurde die Bahn mit Spezialeffekten und Weltraumthematisierung von ITEC Productions ausgestattet. Die ganze Thematisierung belief sich auf Kosten von 4 Mio. US-Dollar. Zur Ausstattung der Bahn zählten ferner Großbild-Videoprojektionen, simulierte Laser und über 150 Requisiten, darunter zwei lebensechte Roboter.

## Wagen
Disaster Transport besaß fünf Wagen. In jedem Wagen konnten zehn Personen (fünf Reihen à zwei Personen) Platz nehmen.